# Ernst van Aaken
Ernst van Aaken (* 16. Mai 1910 in Emmerich; † 2. April 1984 in Schwalmtal-Waldniel) war ein deutscher Sportmediziner und Lauftrainer.

## Leben
Ernst van Aaken wurde 1910 in Emmerich geboren. 1934 wurde er Westdeutscher Hochschulmeister im Stabhochsprung und erhielt eine Olympianomination für Gewichtheben. Von 1931 bis 1938 studierte er Philologie, Pädagogik, Astronomie und Medizin (Chirurgie) in Bonn. 1939 heiratete er Adelgundis Koenen, das Ehepaar bekam sieben Kinder. Im Zweiten Weltkrieg war van Aaken als Stabsarzt auf der Krim und im Elsaß tätig.
Als Stabhochspringer erzielte er am 21. Juli 1946 in Duisburg seine persönliche Bestleistung von 3,50 m.
Nach dem Krieg war van Aaken zunächst Assistenzarzt in Balve im Sauerland, bevor er 1947 nach Waldniel zog, wo er eine Praxis eröffnete, die sich auf Sportmedizin und offene Beine spezialisierte.
Der Waldnieler Arzt ging als „Laufdoktor“ und Erfinder des „Waldnieler Dauerlauftrainings“ in die Laufgeschichte ein. Als Sportmediziner, Trainer und Aktiver setzte er sich bereits vor Arthur Lydiard mit Vehemenz für den Langstreckenlauf und das Training der „reinen Ausdauer“ mit hohen Kilometerumfängen ein. Täglicher Dauerlauf (Radfahren, Skilanglauf etc.) für jedermann, für Frauen, Alte und Kinder, war seine Devise, dazu eine maßvolle Ernährung. Er bekämpfte das bis Mitte der 1960er Jahre vorherrschende Intervalltraining der Freiburger Schule. Ebenso förderte er den damals verbotenen Langlauf-Wettkampf für Kinder statt der anaeroben Mittelstreckenläufe. Er favorisierte ein Mischungsverhältnis von 40:1 zwischen reinem aeroben Training und anaeroben Belastungen. Seine Trainingsempfehlungen entsprechen heute unter anderem dem Training der norwegischen Skilangläufer.
Er begründete weiterhin den Deutschen Verband Langlaufender Ärzte. Als Vorsitzender und Trainer des von ihm 1953 gegründeten kleinen niederrheinischen Sportvereins OSC Waldniel errang er mit seinen Aktiven insgesamt 15 deutsche Meistertitel und beriet darüber hinaus Läufer der Spitzenklasse, vor allem Harald Norpoth, der 1964 in Tokio Olympiazweiter über 5000 m wurde.
Am 16. September 1967 organisierte er in Waldniel einen Marathonlauf, in dem er heimlich zwei Frauen starten ließ. Eine von ihnen, Anni Pede-Erdkamp, wurde Dritte des Laufs und stellte dabei eine inoffizielle Weltbestleistung auf. Van Aaken gilt als wichtigster Pionier des Marathonlaufes für Frauen.
1968 gehörte Ernst van Aaken zu den Gründern der Interessengemeinschaft älterer Langstreckenläufer, welche als erste Seniorensportorganisation eigene Meisterschaften durchführte und federführend war bei der Etablierung der allgemeinen Seniorenleichtathletikbewegung in Deutschland.
1972 wurde van Aaken beim abendlichen Lauftraining beim Kreuzen der Straße von einem Auto erfasst. Beide Beine mussten infolge seiner schweren Verletzungen amputiert werden.
Im Laufe der folgenden Jahre schrieb er eine Reihe von Büchern. Das bekannteste ist Programmiert für 100 Lebensjahre. Van Aaken hielt Vorträge, auch in den USA und Japan, und organisierte vor allem Frauenläufe über die Marathonstrecke und über 100 Meilen in seinem Heimatort Waldniel, heute Schwalmtal. Dort wurde er zum Ehrenbürger ernannt.
1976 wurde Ernst van Aaken mit dem Bundesverdienstkreuz geehrt. Seine Praxis führte van Aaken bis zu seinem Tod 1984 fort. Er beriet aktive Läufer und insbesondere Herzinfarkt- und Krebspatienten in der Nachsorge durch therapeutisches Laufen.
Die Theorien van Aakens über die Bedeutung des reinen Ausdauerlaufes, die er durch Beobachtung, jedoch nur in den seltensten Fällen evidenzbasiert, entwickelte, haben sich nach und nach bewahrheitet, so der Schutz vor Herzkreislauferkrankungen, Prävention in Bezug auf Diabetes und das Metabolische Syndrom, deutliche Verringerung des Krebsrisikos vor allem bei Brust- und Prostata-Krebs, Reduktion des Depressions- und Demenz-Risikos, ausgeprägte anti-entzündliche Wirkung, Abbau von Bauchfett,  Bremswirkung von Osteoporose, Anti-Aging Effekt, Verbesserung des Fettstoffwechsels etc.

## Werke
- Grundzüge und Theorie einer allgemeinen und chemischen Physiologie der Ausdauerfunktion. Selbstverlag, 1967.
- Die Dauerfunktion der biologischen Oxydation als Krebsprophylaxe. Selbstverlag, 1969.
- Dauerbewegung als Voraussetzung der Gesundheit.  Lebenskunde Verlag 1974.
- Programmiert für 100 Lebensjahre. Wege zur Gesundheit und Leistungsfähigkeit. Pohl-Verlag, Celle 1974, ISBN 3-7911-0130-7. (8. Aufl. 1982)
- Kritik des Intervalltrainings Freiburger Prägung aus Biochemie & Praxis. Selbstverlag, 1984.
- Alternativ-Medizin durch Ausdauer, Verlag Mehr Wissen, Düsseldorf, 1984
- Das Laufbuch der Frauen Meyer + Meyer Fachverlag, Aachen 1989 (2. Auflage).